# Sénat de l'État de Californie
Pour les articles homonymes, voir Sénat.
Capitole de l'État de Californie
Le Sénat de l'État de Californie (en anglais : California State Senate) est la chambre haute de la législature d'État de la Californie, un État des États-Unis.

## Système électoral
Le Sénat de l'État de Californie est composé de 40 sièges pourvus pour quatre ans mais renouvelé par moitié tous les deux ans au scrutin uninominal majoritaire à un tour dans autant de circonscriptions que de sièges à pourvoir.
Les sénateurs sont limités à un maximum de trois mandats. Ils représentent chacun approximativement 980 000 habitants.
Jusqu'en 1968, les circonscriptions électorales du Sénat étaient les comtés. Ainsi, le comté de Los Angeles qui avait alors une population de 6 millions d'habitants, n'avait qu'un seul représentant. À la suite de la décision Reynolds v. Sims de la Cour suprême des États-Unis, les États durent assurer une représentation équitable des populations, forçant la Californie à redessiner les limites des circonscriptions sans tenir compte de celles des comtés.

## Siège
Le Sénat siège au Capitole de l'État de Californie à Sacramento. 

## Représentation
| Date      | Parti      | Parti        | Total |
| Date      | Démocrates | Républicains | Total |
| --------- | ---------- | ------------ | ----- |
| Date      |            |              | Total |
| 2008-2010 | 25         | 15           | 40    |
| 2010-2012 | 25         | 15           | 40    |
| 2012-2014 | 29         | 11           | 40    |
| 2014-2016 | 26         | 14           | 40    |
| 2016-2018 | 27         | 13           | 40    |
| 2018-2020 | 29         | 11           | 40    |
| 2020-2022 | 31         | 9            | 40    |
| 2022-2024 | 32         | 8            | 40    |

## Président
Le lieutenant-gouverneur est le président du Sénat et peut départager un vote en cas d'égalité. Le Sénat dispose par ailleurs d'un président pro tempore qui exerce la présidence en l'absence du lieutenant-gouverneur, d'un secrétaire du Sénat, qui supervise la procédure parlementaire et d'un sergent d'armes chargé de maintenir l'ordre dans l'assemblée.

## Fonctions officielles du sénat
| Fonction              | Nom              | Parti       |
| --------------------- | ---------------- | ----------- |
| Lieutenant-gouverneur | Eleni Kounalakis | démocrate   |
| Président pro tempore | Toni Atkins      | démocrate   |
| Leader de la majorité | Mike McGuire     | démocrate   |
| Leader de la minorité | Brian Jones      | républicain |
| Whip de la majorité   | Lena Gonzalez    | démocrate   |